# Alexander Cochrane
Alexander Forrester Inglis Cochrane, född den 23 april 1758, död den 26 januari 1832 i Paris, var en brittisk amiral. Han var bror till Archibald Cochrane, 9:e earl av Dundonald och far till Thomas John Cochrane. 
Cochrane ingick vid unga år i sjötjänst, blev 1782 skeppskapten och utmärkte sig mycket under krigen mot Frankrike, till exempel då han 1801 betäckte Abercrombys landstigning i Egypten. År 1804 blev han konteramiral och var följande år högste befälhavare i Västindien, där han särskilt utmärkte sig i slaget vid Santo Domingo (1806). Åren 1810–1814 var Cochrane guvernör över Guadeloupe. Under kriget med Förenta staterna (1812–1814) var han högste befälhavare för norra atlantiska stationen. Sistnämnda år bidrog han verksamt till intagandet av Washington, D.C.. Viceamiral 1809 och amiral 1819, blev han 1821 befälhavande amiral i Plymouth.